# Alexander Müller (skeletonista)
Alexander Müller – austriacki skeletonista, brązowy medalista mistrzostw świata oraz zdobywca Pucharu Świata.

## Kariera
Pierwszy sukces w karierze osiągnął w sezonie 1994/1995, kiedy zajął trzecie miejsce w klasyfikacji generalnej Pucharu Świata. Dwa lata później zwyciężył w tej klasyfikacji, wyprzedzając Kanadyjczyka Ryana Davenporta i Niemca Williego Schneidera. Ponadto zdobył brązowy medal na mistrzostwach świata w Igls w 2000 roku. W zawodach tych wyprzedzili go jedynie Niemiec Andy Böhme oraz Gregor Stähli ze Szwajcarii, a brązowy medal ex aequo zdobył też Jimmy Shea z USA. Nigdy nie wystąpił na igrzyskach olimpijskich.